# World Hits from International Musicals
World Hits from International Musicals ist das 31. Studioalbum des österreichischen Schlagersängers Freddy Quinn, das 1975 im Musiklabel Contour (Nummer 2870 477) in Australien erschien. Es konnte sich nicht in den deutschen Albumcharts platzieren. Singleauskopplungen wurden keine produziert. Die Lieder waren zuvor in Europa auf dem Album Vorhang auf! veröffentlicht worden, dort teilweise auf Deutsch, im Album World Hits From International Musicals auf Englisch. Quinn nahm sein Lied Heimweh nach St. Pauli ebenfalls auf Englisch auf (Homesick For St. Pauli).

## Titelliste
Das Album beinhaltet folgende zwölf Titel:
- Seite 1

1. Annie Get Your Gun (Medley aus Doin’ What Comes Natur’lly/Ethel Merman/1946, Show Business/William O’Neal, Marty May, Ray Middleton & Ethel Merman/1946 sowie They Say It’s Wonderful/Ray Middleton & Ethel Merman/1946[3])
2. I’ve Grown Accustomed To Her Face (im Original von Rex Harrison, 1956[4])
3. Wunderbar (im Original von Patricia Morison & Alfred Drake, 1948[5])
4. True Love (im Original von Bing Crosby & Grace Kelly, 1948[6])
5. Hello Dolly (im Original als Hello, Dolly! von Carol Channing & David Hartman, 1964[7])
6. Homesick For St. Pauli (englische Version von Quinns Lied Heimweh nach St. Pauli, im Original 1961 veröffentlicht[8])

- Seite 1

1. Westside Story (Medley aus America/Chita Rivera & Ensemble/1957, Maria/Larry Kert/1957 sowie Tonight/Larry Kert & Carol Lawrence/1957[9])
2. Summertime (im Original von Abbie Mitchell, 1935[10])
3. If I Were A Rich Man (im Original von Zero Mostel, 1964[11])
4. Oh, What A Beautiful Morning (im Original als Oh, What A Beautiful Mornin’ von Alfred Drake, 1943[12])
5. Sonny Boy (im Original von Al Jolson, 1928[13])
6. No More (im Original von Sammy Davis, Jr. & Ensemble, 1964[14])